# تیان یوان
تیان یوان (زاده ۲۹ ژانویه ۱۹۹۳) یک وزنه‌بردار چینی است که در مسابقات قهرمانی جهان ۲۰۱۱ در رده وزنی ۴۸ کیلوگرم موفق به کسب مدال طلای مجموع شد.